# Philippe François Lasnon de La Renaudière
Pour les articles homonymes, voir Renaudière.
Philippe Lasnon de La Renaudière, né le 8 novembre 1781 à Vire et mort le 25 février 1845 à Paris, est un magistrat, géographe et homme de lettres français.

## Biographie
Fils de Jean-François Lasnon, sieur de La Renaudière, gendarme de La Reine et de Victoire Le Marchand de Rosel.
Après avoir achevé ses études à l’université de Caen, Philippe de La Renaudière a suivi les cours de l’École de Droit. Avocat sans fréquenter le barreau, il a publié, en 1805, une Ode sur la troisième coalition d’une partie de l’Europe contre la France et, en 1808, une Description de la Fête-Dieu dans un hameau que Chateaubriand a insérée dans ses notes du Génie du christianisme.
Après avoir rédigé, pendant quelque temps, des articles dans la Décade philosophique et le Publiciste, il est nommé conseiller-auditeur à la cour de Caen, puis, appelé à la présidence du tribunal civil de Vire en 1808. Placé, par un mariage, en 1810, avec Adèle Guyot, à la tête d’une maison de commerce à Paris, il ne parait s’en être occupé que pour défendre judiciairement le renom de cet établissement, que lui disputait un industriel voisin. Le 28 décembre 1816, il a été anobli par lettres-patentes, ce qui ne l’a pas empêché de quitter la magistrature, en 1820, pour aller prendre à Paris la suite des affaires commerciales de son beau-père, M. Guyot.
Ses liaisons avec Malte-Brun, Jean-Baptiste Eyriès, Jules Dumont d’Urville, lui ont inspiré le gout des études géographiques, discipline encore très négligée, à cette époque. En 1821, venant de traduire, avec Eyriès, le voyage du major Laing, il est devenu membre de la Société de géographie. Après un autre ouvrage sur l’Afrique, il a donné, en 1826, de la traduction du voyage de Clapperton. Publiant de nombreux articles dans le Bulletin de la société, très présent sur les listes du bureau central et des comités de la société, il est élu vice-président.
En 1826, Malte-Brun et Eyriès, rédacteurs des nouvelles Annales des voyages, paraissant depuis 1819 et parvenues, malgré la concurrence du Journal des voyages et de plusieurs autres revues, à leur 30e volume, se sont adjoint, La Renaudière, auteur, selon eux, de plusieurs productions originales.
En 1830, il fournit une Histoire de l’origine et des progrès de la géographie et un Abrégé de la géographie ancienne au Traité élémentaire de géographie de Malte-Brun. En 1839, il est élu vice-président de la Société de géographie et reçu la Légion d’honneur. Membre de l’Association normande, il appartenait aussi à la plupart des Sociétés académiques de Normandie, et à plusieurs autres.
Outre de nombreux articles aux Annales des Voyages (Description de Poulo-Pinang, Notice sur le royaume de Kedah, Tableau de la Bouckarie, etc.), on trouve plusieurs articles de lui dans la Revue britannique et dans le premier volume de l’Encyclopédie du XIXe siècle. Il a également composé l’Éloge de Barbié du Bocage, comptant avec Eyriès, Jomard, Klaproth, Dumont d’Urville ou Humboldt parmi ses correspondants) ainsi qu’une Notice sur son maître et ami Malte-Brun. Son ouvrage le plus important reste celui sur le Mexique publié en 1843 dans l'Univers pittoresque de Didot.
Frappé de surdité, à la suite d’une congestion cérébrale, il s’était préparé une retraite dans sa propriété de la Herbelière à Vaudry, près de Vire, où il reçoit ses nombreux amis ainsi que les membres les plus distingués de la société viroise dans son salon, ou encore dans son imposante bibliothèque comptant environ 9 000 volumes dont 800 anglais, comme le souligne le révérend Thomas Frognall Dibdin, le savant conservateur de la bibliothèque de lord Spencer, dans son Voyage bibliographique, archéologique et pittoresque.
Délégué, par la Société de géographie, à l’inauguration de la statue du contre-amiral Jules Dumont d’Urville, à Condé-sur-Noireau, il est mort brusquement, de retour à Paris, d’une attaque d’apoplexie. De son mariage avec Adèle Guyot, il a eu deux fils, dont le poète Gustave.
Thomas Frognall Dibdin décrit ainsi le grand accueil que son « guide et ami » lui a réservé et sa riche bibliothèque : 

« Je fus accueilli par ce gentleman avec un empressement, une cordialité, une joie dont il me serait impossible de vous donner une idée… Parvenu au premier étage, mon hôte m’ouvrit deux pièces contiguës et s’écria : Voilà ma bibliothèque !. L’air de triomphe qui accompagna cette exclamation me plut infiniment, mais j’eus lieu d’être bien plus satisfait encore, en examinant l’une des plus jolies, des plus utiles, des plus estimables collections de livres que j’eusse rencontrées jusqu’alors, surtout pour la partie des belles-lettres. La bibliothèque de M. de La Renaudière se compose de neuf mille volumes environ, dont huit cents sont anglais. Le goût du propriétaire a surtout pour objet l’archéologie poétique ; c’est-à-dire qu’il recherche tous les ouvrages de nature à faire connaître les progrès de la poésie française et anglaise dans le Moyen Âge et les temps qui suivent immédiatement. Il parle des trouvères et des troubadours avec un enthousiasme qui approche du ravissement ; puis il montre du doigt nos Warton, Ellis, Ritson et Southey, exprime à quel point ils lui sont chers, mais finit par déclarer néanmoins qu’il préfère un peu Legrand, Ginguené, Sismondi et Raynouard… M. de La Renaudière possède une collection presque complète d’ouvrages critiques dans notre langue et relatifs à l’ancienne poésie. Il me parût fort curieux, fort empressé de connaître l’état actuel de cette branche de la littérature anglaise, ajoutant qu’il méditait lui-même un ouvrage sur la poésie française des douzième et treizième siècles. Il parle rapidement, avec chaleur, sans relâche ; mais il parle bien… »

— Voyage bibliographique, archéologique et pittoresque.

## Publications
- (la) Dissertatio de Alpibus ab Hannibale superatis, Paris, 1823.
- Notice sur le royaume de Mexico, Paris, 1824.
- Voyage dans le Timani, le Kouranko et le Soulimana, par le major Laing, traduit de l’anglais en collaboration avec Jean-Baptiste Eyriès, Paris, 1826.
- Voyages et découvertes dans le nord et dans la partie centrale de l’Afrique, par Denham, traduit de l’anglais, avec Jean-Baptiste Eyriès, Paris, 1826.
- Histoire et découverte de l’Amérique, et voyages des premiers navigateurs au Nouveau Monde, traduit de l’allemand de Campe, Paris, 1827.
- Second voyage dans l’intérieur de l’Afrique, depuis le golfe de Benin jusqu’à Sackatou, traduit de l’anglais de Hugh Clapperton, avec Jean-Baptiste Eyriès, Paris, 1829.
- Coup d’œil sur les progrès et l’état actuel de la littérature anglo-saxonne, en Angleterre, traduit de Thomas Wright, Paris, Silvestre 1836.